# República (distrito de São Paulo)
República é um distrito situado na região central do município de São Paulo, a oeste da Praça da Sé, marco zero da cidade. Forma, juntamente com o distrito da Sé, o chamado Centro Histórico da capital paulista.
Localizam-se aí alguns dos pontos mais famosos do município, como a Praça da República, a Câmara Municipal de São Paulo, o Teatro Municipal, a Biblioteca Mário de Andrade, o Obelisco do Piques, o Palácio dos Correios, as avenidas Ipiranga e São João e o Largo do Arouche.
É atendido pelas linhas 3-Vermelha e 4-Amarela do Metrô de São Paulo.

## Formação
As origens do distrito remontam à primeira efetiva expansão do núcleo principal da município a partir de sua colina central (o chamado Centro Velho, que hoje ocupa o distrito da Sé) para oeste do Rio Anhangabaú (atual Vale do Anhangabaú), especialmente durante a segunda metade do Século XIX e as primeiras décadas do início do século XX. A região do atual distrito República seria então chamada de Centro Novo em oposição à região do "centro velho".
Para tal, teve importante papel o aparecimento da Ladeira do Acu, no fim da qual posteriormente foi construída uma pequena ponte que permitiria a sequência de seu traçado para além das águas e do vale do mencionado rio. Este caminho seria batizado posteriormente de Rua de São João Batista e corresponde hoje ao trecho central Avenida São João, um dos principais eixos viários da região central do município. Também outro ponto de passagem era a chamada Ponte do Piques, que se localizava onde atualmente se encontra a Praça da Bandeira.[carece de fontes?]
A partir de então, o distrito, formado basicamente por chácaras, sendo a maior delas a do Marechal José Arouche de Toledo Rendon, foi ganhando ruas hoje ainda verificáveis no tecido urbano, como a Sete de Abril, Coronel Xavier de Toledo, Ypiranga (atual Avenida Ipiranga), entre outras. Formou-se também uma espaçosa área para que se pudesse praticar exercícios militares no município, a qual mais tarde daria lugar ao Largo do Arouche, e uma outra, que se constituía como ponto de diversão aos paulistanos da época com cavalhadas e corridas de touros: o Largo dos Curros, atual Praça da República, que deu nome ao distrito.
No limite oeste a sudoeste da Praça da República, formou-se a o bairro da Vila Buarque, que estabelece ligações com Higienópolis.

## Demografia
Evolução demográfica do distrito da República

## Bairros
Bairros da República:
- Anhangabaú
- Vila Buarque (parte)
- República
- Santa Ifigênia

## Limites
- Norte: Avenida Duque de Caxias, Praça Júlio Prestes e Rua Mauá/Via férrea do Trem Metropolitano (Linha 7).
- Leste: Avenida Prestes Maia, Vale do Anhangabaú, Praça da Bandeira e Avenida Vinte e Três de Maio.
- Sul: Ligação Leste-Oeste.
- Oeste: Ligação Leste-Oeste, Rua João Guimarães Rosa/Praça Roosevelt, Rua Amaral Gurgel/Elevado Presidente João Goulart, Largo do Arouche e Avenida Duque de Caxias.

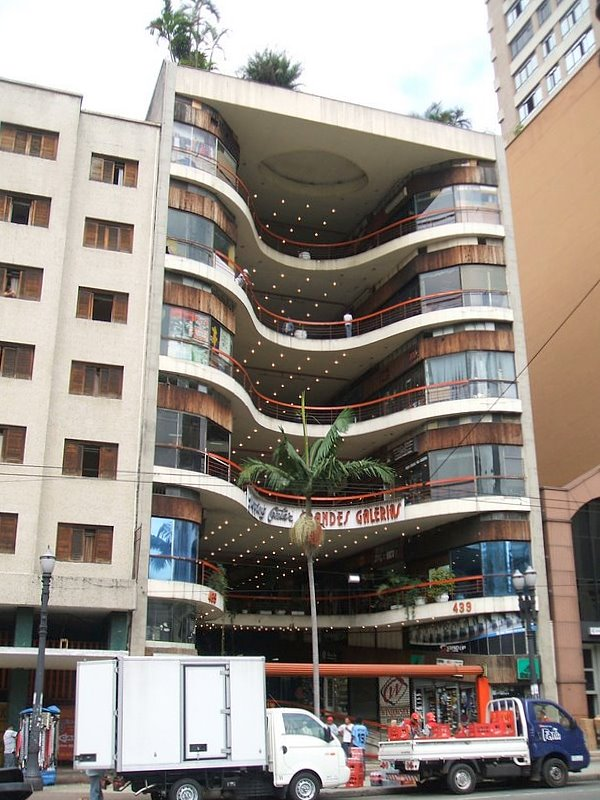
A Galeria do Rock, localizada no distrito

### Distritos limítrofes
- Santa Cecília (Noroeste)
- Bom Retiro (Norte)
- Sé (Leste)
- Bela Vista (Sul/Sudoeste)
- Consolação (Oeste)